# 2. Deutsche Volleyball-Bundesliga 1985/86 (Männer)
Die Saison 1985/86 der 2. Volleyball-Bundesliga der Männer war die zwölfte Ausgabe dieses Wettbewerbs.

## 2. Bundesliga Nord
Meister und Aufsteiger in die 1. Bundesliga wurde der Moerser SC. Absteigen mussten der VdS Berlin II und der USC Münster.

### Mannschaften
In dieser Saison spielten folgende zehn Mannschaften in der 2. Bundesliga Nord der Männer:
- Post SV Berlin
- VdS Berlin II
- SSF Bonn
- TV Menden
- Moerser TV
- USC Münster
- 1. SC Norderstedt
- GSV Osnabrück
- TVK Wattenscheid
- SV Bayer Wuppertal

Absteiger aus der 1. Bundesliga war der SSF Bonn. Aus der Regionalliga stiegen der VdS Berlin II (Nord) sowie der Moerser TV und der SV Bayer Wuppertal (West) auf.

### Tabelle
|                         | Verein            | Spiele | Punkte | Sätze |
| ----------------------- | ----------------- | ------ | ------ | ----- |
| 1.                      | Moers             | 18     | 36:0   | 54:5  |
| 2.                      | Post Berlin       | 18     | 28:8   | 47:19 |
| 3.                      | Norderstedt       | 18     | 22:14  | 41:27 |
| 4.                      | Osnabrück         | 18     | 20:16  | 39:35 |
| 5.                      | Menden            | 18     | 20:16  | 33:32 |
| 6.                      | Wuppertal (N)     | 18     | 18:18  | 34:37 |
| 7.                      | Wattenscheid      | 18     | 16:20  | 32:39 |
| 8.                      | SSF Bonn (A)      | 18     | 12:24  | 24:43 |
| 9.                      | VdS Berlin II (N) | 18     | 4:32   | 18:51 |
| 10.                     | Münster           | 18     | 4:32   | 15:50 |
| Stand: Abschlusstabelle |                   |        |        |       |

|     | Aufsteiger in die Bundesliga    |
|     | Absteiger in die Regionalliga   |
| (A) | Absteiger aus der 1. Bundesliga |
| (N) | Aufsteiger aus der Regionalliga |

## 2. Bundesliga Süd
Meister und Aufsteiger in die 1. Bundesliga wurde der TSV Ottobrunn. Absteiger in die Regionalliga waren der TV Saarwellingen und der TV Aschaffenburg.

### Mannschaften
In dieser Saison spielten folgende elf Mannschaften in der 2. Bundesliga Süd der Männer:
- TV Aschaffenburg
- Orplid Darmstadt
- SSG Etzbach
- Orplid Frankfurt
- Internat Hoechst
- TuS Kriftel
- TSV Ottobrunn
- VC Passau
- FTM Schwabing
- TV Saarwellingen
- VfL Sindelfingen

Absteiger aus der 1. Bundesliga war der VC Passau. Aus der Regionalliga stieg der TV Saarwellingen (Südwest) sowie FTM Schwabing (Süd) auf. Die Junioren des Internats Hoechst hatten ein Sonderspielrecht.

### Tabelle
|                         | Verein               | Spiele | Punkte | Sätze |
| ----------------------- | -------------------- | ------ | ------ | ----- |
| 1.                      | Ottobrunn            | 20     | 38:2   | 57:17 |
| 2.                      | Etzbach              | 20     | 34:6   | 53:16 |
| 3.                      | Schwabing (N)        | 20     | 26:14  | 50:30 |
| 4.                      | Kriftel              | 20     | 24:16  | 40:35 |
| 5.                      | Internat Hoechst (S) | 20     | 22:18  | 40:33 |
| 6.                      | Frankfurt            | 20     | 22:18  | 38:30 |
| 7.                      | Darmstadt            | 20     | 18:22  | 34:40 |
| 8.                      | Sindelfingen         | 20     | 14:26  | 38:42 |
| 9.                      | Passau (A)           | 20     | 14:26  | 24:48 |
| 10.                     | Saarwellingen (N)    | 20     | 6:34   | 20:53 |
| 11.                     | Aschaffenburg        | 20     | 2:38   | 12:59 |
| Stand: Abschlusstabelle |                      |        |        |       |

|     | Aufsteiger in die Bundesliga    |
|     | Absteiger in die Regionalliga   |
| (A) | Absteiger aus der 1. Bundesliga |
| (N) | Aufsteiger aus der Regionalliga |
| (S) | Sonderspielrecht                |